# Bezirk Dresden
Het Bezirk Dresden was een van de 14 Bezirke (districten) van de Duitse Democratische Republiek (DDR). Het district Dresden kwam tot stand bij de wet van 23 juli 1952 na de afschaffing van de deelstaten.
Na de hereniging met de Bondsrepubliek in 1990 werd het district Dresden opgeheven en ging het op in de deelstaat Saksen.
Bezirke: Cottbus · Dresden · Erfurt · Frankfurt · Gera · Halle · Karl-Marx-Stadt · Leipzig · Magdeburg · Neubrandenburg · Potsdam · Rostock · Schwerin · Suhl

Overig gebied: Oost-Berlijn